# Relevo de Rondônia

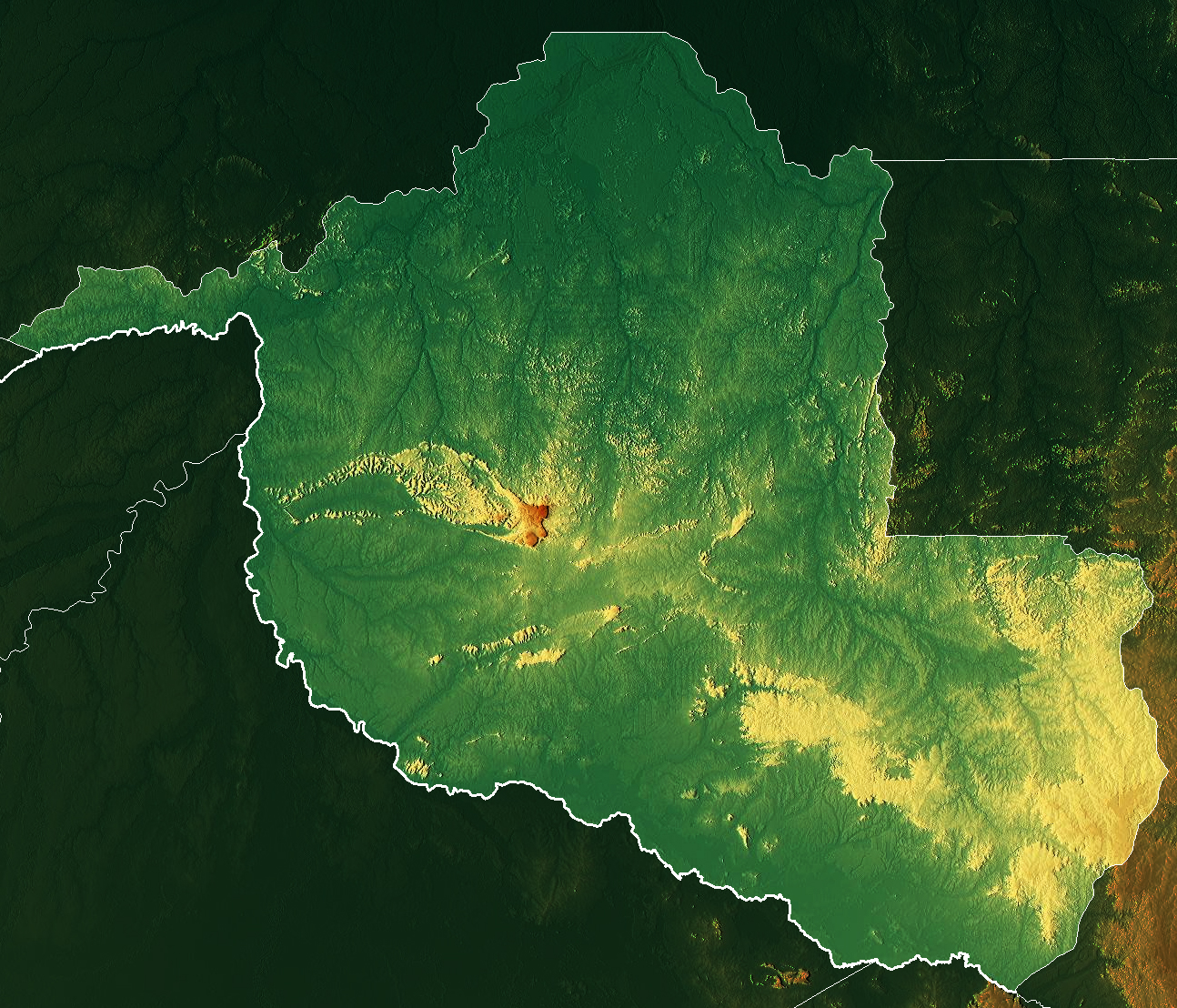
Relevo de Rondônia

O relevo de Rondônia é pouco acidentado, não apresentando grandes elevações ou depressões, com variações de altitudes que vão de 70 metros a pouco mais de 500 metros. A região norte e noroeste, pertencente à Planície Amazônica, situa-se no vale do rio Madeira e apresenta área de terras baixas e sedimentares. As áreas mais acidentadas encontram-se localizadas na região sul, onde ocorrem elevações e depressões, com altitudes que chegam a alcançar 800 metros na Serra dos Pacaás Novos, que se dirige de noroeste para sudeste e é o divisor entre a bacia do rio Guaporé e as bacias dos afluentes do rio Madeira (Jaci-Paraná, Candeias e Jamari). O ponto mais alto de Rondônia está localizado na Serra dos Pacaás Novos, com altitude de 1.126 m, o Pico do Tracuá.

## Planícies e Terras Baixas
As planícies e terras baixas de Rondônia são predominantes na porção ocidental do estado, abrangendo vastas áreas ao longo dos rios Madeira, Guaporé e Mamoré. Estas áreas são caracterizadas por extensas planícies aluviais, formadas pela deposição de sedimentos trazidos pelos rios ao longo de milênios. A fertilidade do solo nessas áreas é excepcional, tornando-se um local ideal para a agricultura, especialmente para a produção de grãos, como soja e milho.

## Planaltos e Chapadas
Ao leste do estado, elevam-se os planaltos e chapadas, que compõem uma parte significativa do relevo de Rondônia. Essas formações são resultado da ação erosiva de rios e córregos ao longo de milhões de anos. As chapadas são marcadas por superfícies planas e elevadas, cortadas por vales profundos e encostas íngremes. Essas características proporcionam vistas espetaculares e são frequentemente adornadas por cachoeiras magníficas, que são pontos turísticos populares na região.

## Serras e Cordilheiras
No extremo leste de Rondônia, encontram-se as serras e cordilheiras, que formam a fronteira natural com os estados vizinhos. Essas elevações são parte do Planalto dos Parecis, uma extensa formação geológica que se estende por vários estados da região. As serras e cordilheiras de Rondônia apresentam picos elevados, vales profundos e uma rica diversidade de flora e fauna, representando um importante refúgio para espécies endêmicas e ameaçadas de extinção.

## Cavernas e Grutas
Além das formações de superfície, Rondônia também é conhecida por suas cavernas e grutas espetaculares, muitas das quais ainda não foram totalmente exploradas. Esses sistemas subterrâneos são resultado da dissolução de rochas calcárias ao longo de milhões de anos e abrigam uma variedade de formações geológicas impressionantes, como estalactites, estalagmites e colunas. Algumas das cavernas mais famosas incluem a Caverna do Diabo e a Caverna dos Morcegos, que atraem aventureiros e espeleólogos de todo o mundo.

## Impacto Ambiental e Preservação
Apesar da beleza e diversidade do relevo de Rondônia, a região enfrenta desafios significativos em termos de preservação ambiental e sustentabilidade. O rápido crescimento populacional e o desenvolvimento econômico têm exercido pressão sobre os ecossistemas locais, resultando em desmatamento, erosão do solo e perda de biodiversidade. No entanto, iniciativas de conservação e manejo sustentável estão sendo implementadas para proteger as paisagens naturais de Rondônia e garantir que as gerações futuras possam desfrutar da riqueza única desse estado.